# Liste de navires construits aux chantiers Dubigeon
Cette liste référence certains navires construits aux Chantiers Dubigeon à Nantes.

## Avant 1945
| Nom du Bateau            | Type                         | Tonnage       | Propriétaire                                | Lancement | Divers |
| ------------------------ | ---------------------------- | ------------- | ------------------------------------------- | --------- | ------ |
| Les Adelphes             | 3 mâts barque                | 1900 tonneaux | Fernand et Charles Brunellière              | 1891      |        |
| Duguesclin               | 3 mâts barque                | 2100 tonneaux | Louis Bureau et Fils                        | 1894      |        |
| Le Belem                 | 3 mâts barque                | 534 tonneaux  | Fernand Crouan                              | 1896      |        |
| Grande-Duchesse-Olga     | 3 mâts barque                | 2600 tonneaux | Société Anonyme des Armateurs Nantais       | 1898      |        |
| Beaumanoir               | 3 mâts barque                | 2200 tonneaux | Louis Bureau et Fils                        | 1899      |        |
| Sainte-Anne              | 3 mâts barque                | 2200 tonneaux | Louis Bureau et Fils                        | 1899      |        |
| Empereur-Ménélick        | 3 mâts barque                | 2600 tonneaux | Société Anonyme des Armateurs Nantais       | 1900      |        |
| Saint-Donatien           | 3 mâts barque                | 2200 tonneaux | Louis Bureau et Fils                        | 1901      |        |
| Saint-Rogatien           | 3 mâts barque                | 2200 tonneaux | Louis Bureau et Fils                        | 1901      |        |
| Maréchal-de-Castries     | 3 mâts carré                 | 2700 tonneaux | Société Anonyme des Armateurs Nantais       | 1901      |        |
| Saint-Louis              | 3 mâts barque                | 2700 tonneaux | Louis Bureau et Fils                        | 1902      |        |
| Léon Bureau              | 3 mâts carré                 | 2700 tonneaux | Louis Bureau et Fils                        | 1902      |        |
| David d'Angers           | 3 mâts carré                 | 2700 tonneaux | Société Anonyme des Armateurs Nantais       | 1902      |        |
| Léon XIII                | 3 mâts carré                 | 2700 tonneaux | Société Anonyme des Armateurs Nantais       | 1902      |        |
| Lafayette                | 3 mâts carré                 | 2700 tonneaux | Société Anonyme des Armateurs Nantais       | 1902      |        |
| Argo                     | Sous-marin de 1 500 tonnes   |               | Marine nationale                            | 1929      |        |
| Phénix                   | Sous-marin de 1 500 tonnes   |               | Marine nationale                            | 1930      |        |
| Commandant Louis Richard | 3 mâts barque                | 1341 tonneaux |                                             | 1934      |        |
| AB1                      | Vedette à passagers en acier |               | Société des Autos-Bateaux de la Basse-Loire | 1935      |        |

## 1945-1987
| Nom du Bateau        | Type | Propriétaire                        | Mise sur cale    | Lancement         | Baptême         | Mise en service   | Autres noms                                                                   | Fin |
| -------------------- | --- | ----------------------------------- | ---------------- | ----------------- | --------------- | ----------------- | ----------------------------------------------------------------------------- | --- |
| François le Brise 1  | Navire à marchandises diverses avec chambres frigo fret. | SNC et la Cie Le Brise              |                  |                   |                 | 10 avril 1952     | Baltique                                                                      | Vendu le 24/02/1960 à Hambourg à la Marine fédérale allemande Vendu le 30/05/1956 à la Compagnie générale transatlantique |
| Orphée               | Cargo à marchandises diverses avec chambre frigo fret et cuverie à vins. Transformé en 1957 par les Chantiers de Normandie à Rouen pour installation de cuverie à vins. | SNC                                 |                  |                   |                 | 9 juillet 1952    | ?                                                                             | Vendu le 23/08/1967 à Kaslas Shipping. |
| Isée                 | Cargo à marchandises diverses avec chambres frigo fret et cuverie | SNC                                 |                  |                   |                 | 29 octobre 1952   | ?                                                                             | Vendu à la COTUNAV à Tunis le 16/10/1961 |
| Nélée 1              | cargo à marchandise diverses avec chambres frigo fret et cuverie. | SNC                                 |                  |                   |                 | février 1953      | Mahdia                                                                        | Vendu à la Compagnie Daher le 20/02/1957. |
| Polynésie            | Cargo mixte, stationnaire des Messageries Maritimes sur la ligne Sydney-Nouméa-Nouvelles Hébrides de 1955 à 1972.                                                       | Messageries Maritimes               |                  | 17/09/1954        |                 | juin 1955         | Golden Glory                                                                  | Démoli à Taîwan en 1979. |
| Amalthée 1           | Cargo à marchandises diverses | SNC                                 |                  |                   |                 | 1956              | 1960-1976:Schwarzwald(Allemagne) 1976-2007:Evros(Grèce)                       | Vendu le 24/02/1960 à Hambourg à la Marine fédérale allemande, Vendu le 02/06/1976 à Wilhelmshaven à la Marine grecque |
| Enée 2               | Cargo à marchandises diverses. | SNC                                 |                  |                   |                 | 10 décembre 1956  | Atlanta après 1967                                                            | Vendu le 19/06/1967 à la Compagnie méridionale de navigation |
| Circé 3              | Navire fruitier avec chambres frigo et cuverie à vin. | SNC                                 |                  |                   |                 | 20 avril 1958     | ?                                                                             | Vendu le 10/05/1978 à Northwind Shipping Company LTD Limassol |
| Nélée 2              | Navire fruitier avec chambres frigo et cuverie a vins. Transformé en 1964 et 1970 pour augmenter capacité et performances frigorifiques                                 | SNC                                 |                  |                   |                 | 27 septembre 1958 | Flory                                                                         | Vendu le 18/04/1977 à Evangelista Atlantic Fishing SA Le Pirée |
| Noé                  | Navire bananier polytherme avec cuverie à vins | SNC                                 |                  |                   |                 | 4 avril 1963      | Good Hope                                                                     | Vendu le 14/05/1981 à Kerley Navigation Monrovia |
| Villandry            | ferry | SNCF                                |                  |                   |                 | 1964              | ADINA LESTARI 102, DELOS, OLYMPIA                                             | August 1984: Vendu à Agapitos Bros., Pirée, Grèce. Renommé "OLYMPIA", 1986: Vendu à Ionian Lines Shipping, Pirée, Grèce et renommé "DELOS", puis opérant sous Strintzis Lines entre Killini - Poros, 1997: Vendu à Equester Shipping Co. N.V., Kingstown, St Vincent, Novembre 1998: Vendue à Infiniti Indosatti, Indonésie. Renommé "ADINA LESTARI 102", démantelé en 1998 |
| Chantilly            | ferry | SNCF                                |                  |                   |                 | 1966              | Europa Link, Baltavia, El Salam                                               | |
| Eagle                | ferry | Eastern Ferries division, P&O Lines |                  |                   |                 | 1971              | The Azur                                                                      | |
| Seminole Empress     | ferry | International Shipping Partners     |                  |                   |                 | 1971              |                                                                               | |
| Pointe Madame        | Roulier | Compagnie Générale Transatlantique  |                  | 4/04/1973         |                 | 1973              | Horngulf en 1986, Gulf 1 en 1993.                                             | cédé en 1986 à Pluto Shipping Corp. (Liberia), filiale de CGM, il est revendu à armateur inconnu en 1993 battant pavillon de Saint-Vincent-et-les-Grenadines. Démoli cette même année à Alang (Inde). |
| François Leveque     | Drague | GIE Dragages Ports                  |                  |                   |                 | 1974              | Kai Hong in 1992, Tina en 2000, Josef Möbius en 2002                          | Vendu en 1992 |
| Chartres             | Train et car ferry | SNCF                                |                  |                   |                 | 1974              | Express Santorini                                                             | |
| Color Viking         | ferry | Color Line                          |                  |                   |                 | 1975              |                                                                               | |
| Napoléon             | ferry | SNCM                                | 10 mars 1975     | 4 novembre 1975   | 4 novembre 1975 | 21 juin 1976      | Berkane                                                                       | Vendu en 2002 à la Comarit, démoli en Turquie en janvier 2015. |
| Cyrnos               | ferry | SNCM                                | 28 mars 1978     | 14 novembre 1978  | 19 juin 1979    | 18 juin 1979      | Île de Beauté                                                                 | Démoli en Turquie en juillet 2013 |
| Liberté              | ferry | SNCM                                | 5 juin 1979      | 5 décembre 1979   | 19 juin 1980    | 22 juin 1980      | Biladi                                                                        | Vendu en 2003 à la Comarit, démoli en Turquie en 2013. |
| Estérel              | ferry | SNCM                                | 12 mars 1980     | 26 septembre 1980 | 15 mai 1981     | 11 mai 1981       | Mistral, Mistral Express                                                      | Vendu en 1997, démoli en Turquie en 2016. |
| Scandinavia (en)     | ferry | DFDS                                |                  | 16/10/1981        |                 | 1981              | Stardancer, Viking Serenade, Island Escape                                    | Vendu en 1985, 1990, 2002, 2008, démoli à Alang (Inde) en 2018. |
| Corse                | ferry | SNCM                                | 16 novembre 1981 | 16 octobre 1982   | 17 juin 1983    | 16 juin 1983      | Grand Ferry                                                                   | Vendu en 2016 |
| René Gibert          | Drague | GIE Dragages Ports                  |                  |                   |                 | 1984              |                                                                               | |
| Champs Élysées       | ferry | SNCF                                |                  |                   |                 | 1984              | Stena Parisien, SeaFrance Manet, Stena Navigator, Daniya, Poeta López Anglada | |
| Bougainville (L9077) | Navire militaire (bâtiment de transport et de soutien) | Marine nationale                    | 28 janvier 1986  | 3 octobre 1986    |                 | 25 juin 1988      |                                                                               | Désarmé en 2008, démoli en Belgique en 2018 au chantier Galoo de Gand. |

## Divers
- Le Rosière d'Artois
- Providence, trois-mâts goélette coulé à l'explosif le 24 avril 1917
- Le Duchesse Anne (1891), trois-mâts barque cap-hornier, d'abord sous l'armement de Louis Bureau & Fils à Nantes.
- Le Vétille, 1893,  cotre aurique de plaisance et régate
- Jules Verne, 1894, trois mats barque 2100 tonneaux, Compagnie René Guillon et René Fleury
- Le Grandière, 1893-1910, Chaloupe canonnière
- Le Belem (1896), classé monument historique le 27 février 1984 ; toujours en navigation.
- Le Palinuro (1934), navire-école de la marine italienne.
- L'Oiseau des îles, trois-mâts goélette de 1935, dernier trois-mâts français.
- Eagle, 1971
- Svea Regina, Silja Line, 1972
- Allotar, Silja Line, 1972
- Wellamo, Silja Line, 1975
- Svea Corona, Silja Line, 1975
- Bore Star, Silja Line, 1975
- Bougainville, 1987 fini aux Chantiers de l'Atlantique à Saint-Nazaire